# Stari et Staross
Stari (ヒトデマン, Hitodeman, dans les versions originales en japonais) et son évolution, Staross (スターミー, Starmie), sont deux espèces de Pokémon de première génération.
Issus de la célèbre franchise de médias créée par Satoshi Tajiri, ils apparaissent dans une collection de jeux vidéo et de cartes, dans une série d'animation, plusieurs films, et d'autres produits dérivés, ils sont imaginés par l'équipe de Game Freak et dessinés par Ken Sugimori. Leur première apparition a lieu au Japon en 1996, dans les jeux vidéo Pokémon Vert et Pokémon Rouge. Ces deux Pokémon sont tous du type eau, Staross a également le type psy et ils occupent respectivement les 120e et 121e emplacements du Pokédex, l'encyclopédie fictive recensant les différentes espèces de Pokémon.

## Création
Propriété de Nintendo, la franchise Pokémon est apparue au Japon en 1996 avec les jeux vidéo Pocket Monsters Vert et Pocket Monsters Rouge. Son concept de base est la capture et l'entraînement de créatures appelées Pokémon, afin de leur faire affronter ceux d'autres dresseurs de Pokémon. Chaque Pokémon possède un ou deux types – tels que l'eau, le feu ou la plante – qui déterminent ses faiblesses et ses résistances au combat. En s'entraînant, ils apprennent de nouvelles attaques et peuvent évoluer en un autre Pokémon.

### Conception graphique
La conception de Stari et de Staross est le fait, comme pour la plupart des Pokémon, de l'équipe chargée du développement des personnages au sein du studio Game Freak. Leur apparence est finalisée par Ken Sugimori pour la première génération des jeux Pokémon, Pokémon Rouge et Pokémon Vert, sortis à l'extérieur du Japon sous les titres de Pokémon Rouge et Pokémon Bleu,. 

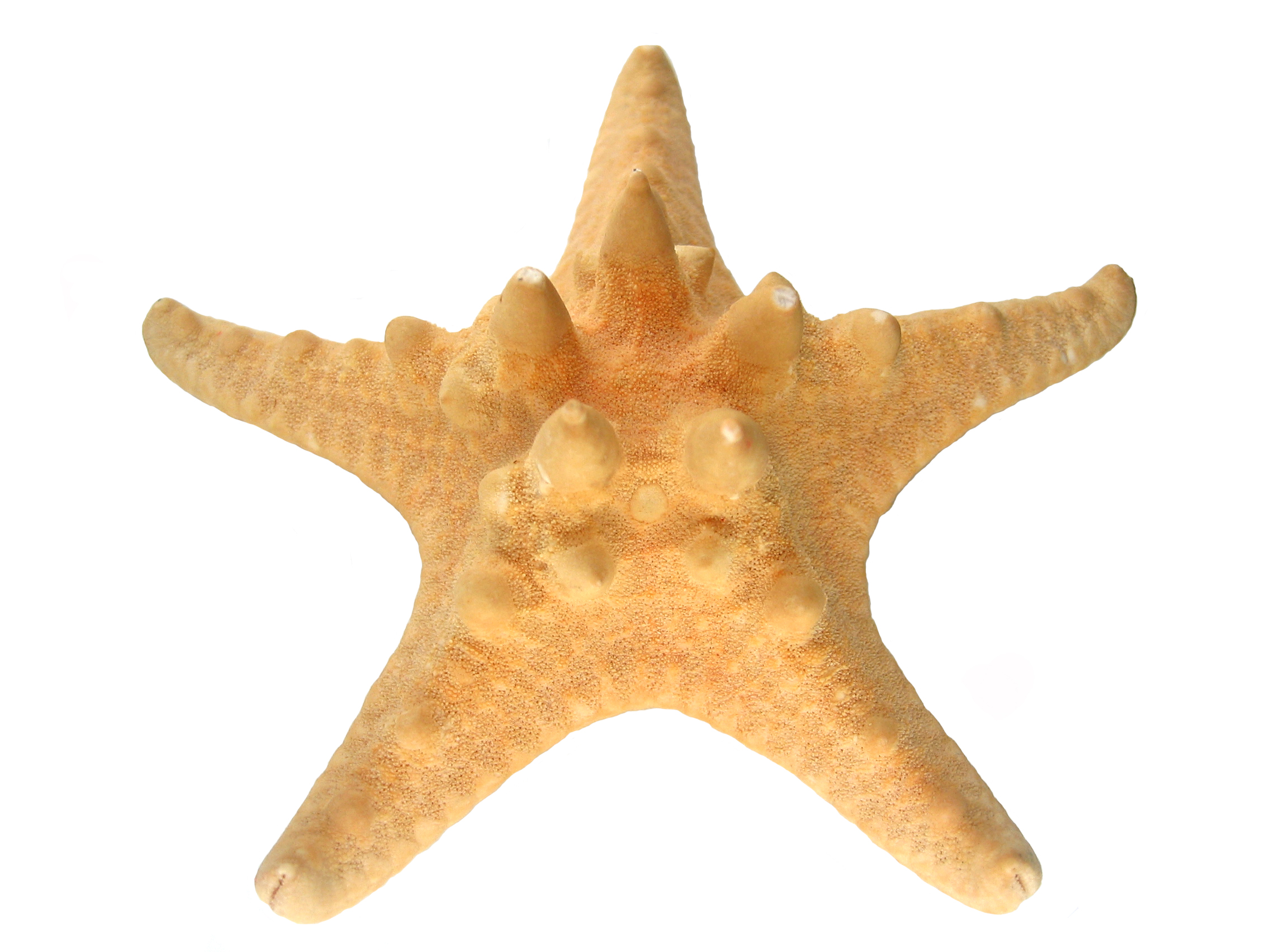
Stari et Staross sont inspirés de l'étoile de mer.

Nintendo et Game Freak n'ont pas évoqué les sources d'inspiration de ces Pokémon. Néanmoins, certains fans avancent que l'apparence de Stari et de Staross soit basée sur une étoile de mer stylisée. Avec sa seconde étoile de mer sur le dos, Staross ressemble à une couronne d'étoile de mer.

### Étymologie
Stari et Staross sont initialement nommés Hitodeman (ヒトデマン) et Starmie (スターミー, Sutāmī) en japonais. Ces noms sont ensuite adaptés dans trois langues lors de la parution des jeux en Occident : anglais, français et allemand ; le nom anglais est utilisé dans les autres traductions du jeu.
Nintendo choisit de donner aux Pokémon des noms « astucieux et descriptifs », liés à l'apparence ou aux pouvoirs des créatures, lors de la traduction des jeux ; il s'agit d'un moyen de rendre les personnages plus compréhensibles pour les enfants, notamment américains. Tandis que Starmie garde le même nom en anglais et en allemand et se fait renommer « Staross » en français, Hitodeman devient « Staryu » en anglais, « Sterndu » en allemand et « Stari » en français. Selon IGN et Pokébip, les noms anglais et français sont composés du mot anglais « star », signifiant étoile en français. Pour les noms anglais, il s'agit d'un mot-valise avec un jeu de mots « you and me » (toi et moi), pour les noms français, il ne s'agit que d'un dérivé.

## Description
Ces deux Pokémon sont l'évolution l'un de l'autre : Stari évolue en Staross. Cette évolution survient en exposant le Pokémon à une pierre eau.
Comme pratiquement tous les Pokémon, ils ne peuvent pas parler : lors de leurs apparitions dans les jeux vidéo tout comme dans la série d'animation, ils ne peuvent pas parler et ne sont seulement capables de communiquer verbalement en répétant les syllabes de leur nom d'espèce en utilisant différents accents, différentes tonalités, et en rajoutant du langage corporel.

### Stari
Stari est une étoile de mer avec 5 bras et un joyau rouge en son centre. Il s'agit en fait de son cœur. Tant que le cœur va bien, ses bras se régénèrent à volonté, mais si son cœur est brisé, il meurt. La nuit venue, des milliers de Stari illuminent leur cœur en même temps.

### Staross
Staross est aussi une étoile de mer qui à comparer à Stari une deuxième étoiles collé à son corps. Son joyaux brille de différentes couleurs en fonction de la lumière, de l'angle de vue et de l'humeur du Pokémon. Si celui-ci est brisé durant un combat, il meurt. Quand la nuit tombe, il envoie des signaux étrange vers la voie lactée.

## Apparitions

### Jeux vidéo
Stari et Staross apparaissent dans la série de jeux vidéo Pokémon. D'abord en japonais, puis traduits en plusieurs autres langues, ces jeux ont été vendus à plus de 200 millions d'exemplaires à travers le monde. Ils font leur première apparition le 27 février 1996, dans les jeux japonais Pocket Monsters Aka (ポケットモンスター 赤, Poketto Monsutā Aka, Pocket Monsters Rouge) et Pocket Monsters Midori (ポケットモンスター 緑, Poketto Monsutā Midori, Pocket Monsters Vert) (remplacé dans les autres pays par la version Bleue). Depuis la première édition de ces jeux, Stari et Staross sont réapparus dans les versions jaune, or, argent, cristal, rubis, saphir, émeraude, vert feuille, diamant, perle, platine, noir 2 et blanc 2.
Il est possible d'avoir un œuf de Stari en faisant se reproduire Métamorph avec Stari ou Staross. Cet œuf éclot après 5 120 pas et un Stari de niveau 5 en sort. Stari et Staross n'appartiennent à aucun groupe d'œuf et ont les capacités « Lumiattirance », « Médic nature » et « Analyste ».
Stari est l'un des quatorze Pokémon dont la fiche est disponible en six langues dans le Pokédex de Pokémon Diamant et Perle,.

### Série télévisée et films
La série télévisée Pokémon et les films qui en sont issus narrent les aventures d'un jeune dresseur de Pokémon du nom de Sacha, qui voyage à travers le monde pour affronter d'autres dresseurs ; l'intrigue est souvent distincte de celle des jeux vidéo Stari et Staross un Pokémon d'Ondine et est présenté comme un de ses Pokémon favoris.